# Duffel
Duffel es una localidad y municipio de la provincia de Amberes en Bélgica. Sus municipios vecinos son Kontich, Lier, Lint, Rumst y Sint-Katelijne-Waver. Tiene una superficie de 22,7 km² y una población en 2018 de 17.385 habitantes, siendo los habitantes en edad laboral el 63% de la población.

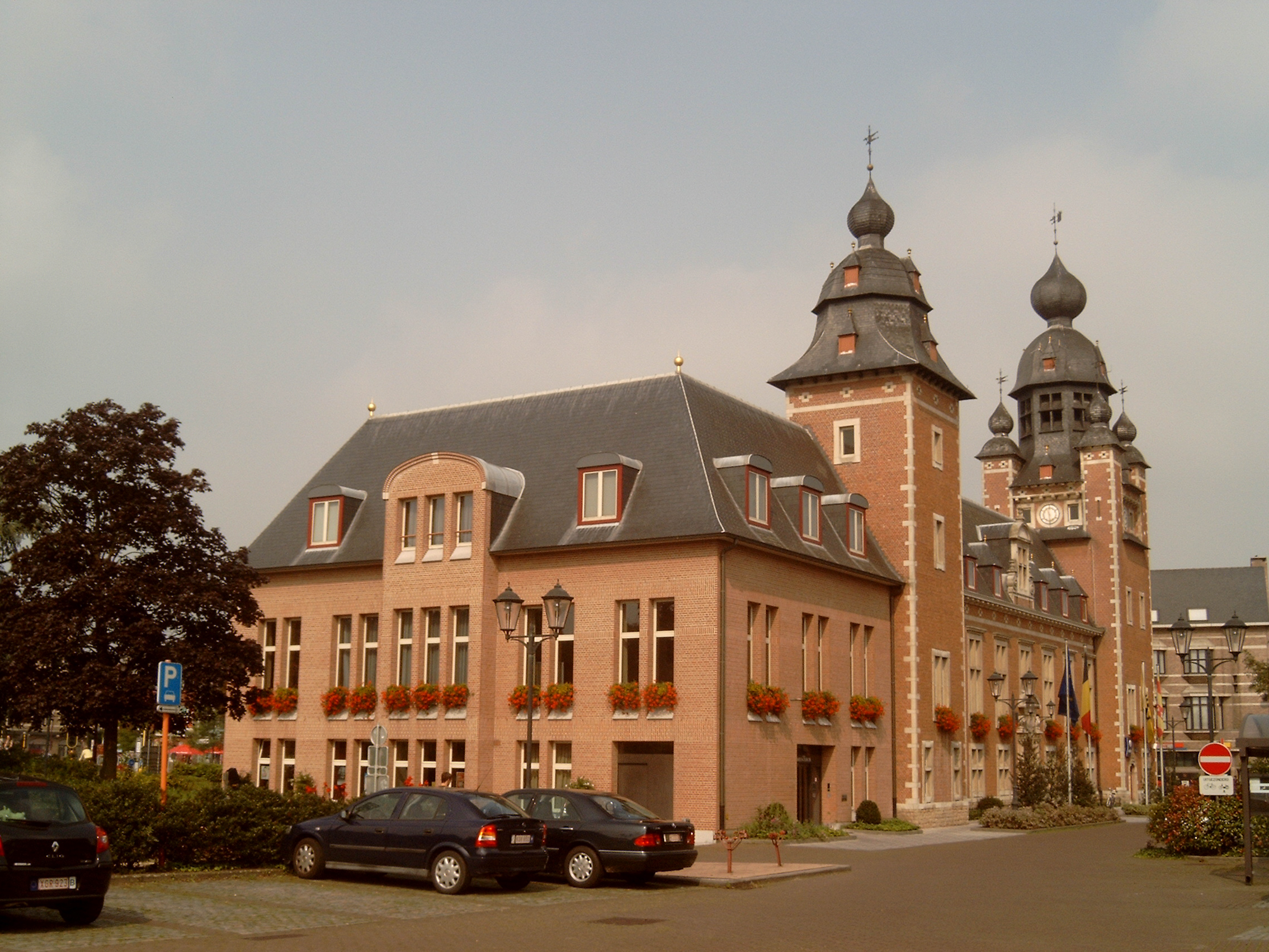
Ayuntamiento.

La etimología de Duffel viene en idioma galo de "dubron", que significa "agua". El municipio se compone de las localidades de Duffel-West, Duffel-Oost y Mijlstraat.

## Demografía

### Evolución
Todos los datos históricos relativos al actual municipio, el siguiente gráfico refleja su evolución demográfica.
| Gráfica de evolución demográfica de Duffel entre 1846 y 2020 |
|                                                              |

## Personas notables de Duffel
- Kevin De Weert, ciclista.
- Andreas Pereira, futbolista.
- Jan Van der Roost, compositor.
- Hendrik Hondius I, grabador y cartógrafo.
- Aldo Struyf, músico